# 거 여비공
거 여비공(莒 犁比公, ? ~ 기원전 542년 음력 11월)은 춘추 시대 거나라의 군주로, 휘는 밀주(密州) 또는 매주서(買朱鉏)이다. 학정을 펼쳐 백성들의 원성을 샀다.

## 생애
거질과 전여를 아들로 두었는데, 처음에 전여를 후계자로 정하였다가 취소하였다.
여비공 36년(기원전 542) 11월, 전여에게 시해되었다.

## 출전
- 좌구명, 『춘추좌씨전』 양공 31년

| 전임 아버지 거구공 주 | 제17대 거나라의 군주 기원전 577년 ~ 기원전 542년 음력 11월 | 후임 아들 전여 |